# مارچین ماتکوفسکی
 مارچین ماتکوفسکی (انگلیسی: Marcin Matkowski؛ زادهٔ ۱۵ ژانویهٔ ۱۹۸۱) یک تنیس‌باز اهل لهستان است.